# 十六沼公園
十六沼公園（じゅうろくぬまこうえん）は、福島県福島市にある総合公園である。

## 概要
福島市北西部の大笹生に位置する十六沼に隣接した都市公園であり、多数のスポーツ施設群・体育館と遊具施設などで構成されている。1992年より供用が開始された。
体育館の前の広場には時間ごとにパターンが変化する噴水が設けられ、夏場には水浴びをする子供たちで賑わう。また、桜の名所のひとつでもあり、「桜の広場」と称する広場も設けられている。

## 施設
利用料金は、施設ごとに設定されている。
設置根拠となる条例は、スポーツ広場・体育館・テニスコートは「福島市都市公園条例」、サッカー場は「福島市十六沼公園サッカー場条例」、スケートボードパークは「福島市十六沼公園スケートボードパーク条例」である。
- スポーツ広場

定員300人の客席および、競技主催者や関係者向けの付帯設備が設けられている。
- 体育館

バレーボールコート2面、バスケットボールコート1面、バドミントンコート6面および、付帯設備（会議室など）が設けられている。
- テニスコート

全天候型砂入人工芝のテニスコート6面および照明設備が設けられている。
- サッカー場

2005年に設置され、それぞれ芝生の客席と付帯設備および照明設備が設けられている。
- 人工芝コート : 人工芝コート2面が設けられている。日本サッカー協会公認コートである。
- クレーコート : クレイコート1面が設けられている。

- スケートボードパーク[6]

30m×40mにわたり複数のセクションが設けられている。スケートボード、インラインスケート、BMXに対応している。
- 広場ほか
  - チェリーシップ（ドイツ製の帆船型遊具）
  - 噴水広場

## 交通
公共交通
- JR・阿武隈急行・福島交通 福島駅より、福島交通バス「十六沼公園前」バス停下車[7]。

自動車
- 東北自動車道 福島飯坂インターチェンジから国道13号（万世大路）などを経由、所要約7分[7]。